# Sol Campbell
Sulzeer Jeremiah "Sol" Campbell (Plaistow, 18. rujna 1974.) je engleski umirovljeni nogometaš. Igrajući na poziciji srednjeg braniča, Campbell je, osim za Arsenal, igrao i iza gradske rivale Tottenham Hotspur, te za Portsmouth, Notts County F.C. i Newcastle United F.C., a 11 godina bio je i član engleske reprezentacije. 
Rođen je u Plaistowu, u Istočnom Londonu, 18. rujna 1974. Njegovi roditelji rođeni su na Jamajci, a obitelj je imala ukupno 12 djece (među kojima je Sol bio najmlađi).

## Igračka karijera
Svoj prvi prvoligaški nastup imao je u prosincu 1992. za Tottenham Hotspur i to s 18 godina. Campbell u Tottenhamu provodi 9 godina i u 225 nastupa postiže 10 pogodaka. Vrhunac njegove karijere u Tottenhamu bilo je nošenje kapetanske vrpce tijekom finala Liga kupa 1999. protiv Leicester Cityja, kojeg je Tottenham te godine osvojio. Godine 2001. prelazi u redove Arsenala, Tottenhamovog rivala, što je izazvalo brojne kontroverze. To je bio prvi visokoprofilni slobodni transfer unutar Premier lige pod Bosmanovim pravilom. Tijekom svojih 5 godina u Arsenalu, Campbell je dva puta bio prvak Engleske, tri puta osvajač FA kupa, ukomponirajući u sve to osvajanje lige i kupa tijekom sezone 2001./2002. i slavno osvajanje prvenstva tijekom sezone 2003./2004. kada su Nepobjedivi prvenstvo osvojili bez ijednog poraza. Campbell je također bio dio finala Lige prvaka 2006. kada je Arsenal izgubio od Barcelone 2:1. Campbell je bio strijelac prvog gola za Arsenal. Godine 2006., Campbell kao slobodni igral odlazi u Portsmouth gdje boravi tri godine. Najveći uspjeh tijekom boravka u Portsmouthu bilo je osvajanje FA kupa 2008. kada su pobijedili Cardiff City. 
Godine 2009. iznenađujuće odlazi u treću englesku ligu i potpisuje za Notts County, gdje je bivši engleski izbornik, Sven-Göran Eriksson, postao direktor. Cambpell klub napušta već u rujnu iste godine nakon što je odigrao samo jednu utakmicu. Godine 2010., Campbell se, kao slobodni igrač, ponovo vraća u Arsenal, što je bilo prvi puta u novijoj povijesti kluba da se jedan igrač, koji je otišao iz Arsenala, ponovo vratio u klub. No, nakon samo jedne odigrane polusezone, Campbell je po drugi puta napustio Arsenal i potpisao za Newcastle United.

## Međunarodna karijera
Campbell je svoj prvi nastup za reprezentaciju dobio 1996. godine, u dobi od 21 godine. U svibnju 1998. postao je, tada, drugi najmlađi kapetan reprezentacije nakon Bobbyja Moorea, imavši samo 23 godine i 248 dana. U svoja 73 nastupa za Englesku, Campbell je postigao samo jedan pogodak i to u remiju sa Švedskom tijekom prvog kruga Svjetskog prvenstva 2002. Godine 2006., Campbell je postao jedini igrač koji je igrao za Englesku na 6 velikih uzastopnih natjecanja (EURO 1996., 2000., 2004. i SP 1998., 2002., 2006.), a dva je puta, na EURO-u 2004. i SP-u 2002., uvršten u službenu momčad prvenstva.